# Danske sundhedsministre
Ministre for Sundhedsministeriets fagområde. Titlen har varieret gennem tiden. Gennem det meste af 1900-tallet har området hørt under Indenrigsministeriet.

## Oversigt
| Sundhedsminister       | Parti                       | Tiltrædelse | Afgang     | Regeringer                                                               |
| ---------------------- | --------------------------- | ----------- | ---------- | ------------------------------------------------------------------------ |
| Viktor Rubow           | Venstre                     | 14.12.1926  | 30.04.1929 | Ministeriet Madsen-Mygdal                                                |
| Johannes Kjærbøl       | Socialdemokratiet           | 13.11.1947  | 23.11.1947 | Regeringen Hans Hedtoft I (kun i ti dage)                                |
| Agnete Laustsen        | Det Konservative Folkeparti | 10.09.1987  | 03.06.1988 | Regeringen Poul Schlüter II                                              |
| Elsebeth Kock-Petersen | Venstre                     | 03.06.1988  | 07.12.1989 | Regeringen Poul Schlüter III                                             |
| Ester Larsen           | Venstre                     | 07.12.1989  | 25.01.1993 | Regeringen Poul Schlüter III & IV                                        |
| Torben Lund            | Socialdemokratiet           | 25.01.1993  | 27.09.1994 | Regeringen Poul Nyrup Rasmussen I                                        |
| Yvonne Herløv Andersen | Centrumdemokraterne         | 27.09.1994  | 30.12.1996 | Regeringen Poul Nyrup Rasmussen II                                       |
| Birte Weiss            | Socialdemokratiet           | 30.12.1996  | 23.03.1998 | Regeringen Poul Nyrup Rasmussen III                                      |
| Carsten Koch           | Socialdemokratiet           | 23.03.1998  | 23.02.2000 | Regeringen Poul Nyrup Rasmussen IV                                       |
| Sonja Mikkelsen        | Socialdemokratiet           | 23.02.2000  | 21.12.2000 | Regeringen Poul Nyrup Rasmussen IV                                       |
| Arne Rolighed          | Socialdemokratiet           | 21.12.2000  | 27.11.2001 | Regeringen Poul Nyrup Rasmussen IV                                       |
| Lars Løkke Rasmussen   | Venstre                     | 27.11.2001  | 23.11.2007 | Regeringen Anders Fogh Rasmussen I & II                                  |
| Jakob Axel Nielsen     | Det Konservative Folkeparti | 23.11.2007  | 23.02.2010 | Regeringen Anders Fogh Rasmussen III & Regeringen Lars Løkke Rasmussen I |
| Bertel Haarder         | Venstre                     | 23.02.2010  | 03.10.2011 | Regeringen Lars Løkke Rasmussen I                                        |
| Astrid Krag Kristensen | Socialistisk Folkeparti     | 03.10.2011  | 03.02.2014 | Regeringen Helle Thorning-Schmidt I                                      |
| Nick Hækkerup          | Socialdemokratiet           | 03.02.2014  | 28.06.2015 | Regeringen Helle Thorning-Schmidt II                                     |
| Sophie Løhde           | Venstre                     | 28.06.2015  | 28.11.2016 | Regeringen Lars Løkke Rasmussen II                                       |
| Ellen Trane Nørby      | Venstre                     | 28.11.2016  | 27.06.2019 | Regeringen Lars Løkke Rasmussen III                                      |
| Magnus Heunicke        | Socialdemokratiet           | 27.06.2019  | 15.12.2022 | Regeringen Mette Frederiksen I                                           |
| Sophie Løhde           | Venstre                     | 15.12.2022  | Nuværende  | Regeringen Mette Frederiksen II                                          |

## Ministrenes titler
- 1926-1929: Minister for Sundhedsvæsenet
- 13.11-23.11 1947: Minister for Byggeri og Sundhedsvæsen (ti dage)
- 1987-1996: Sundhedsminister
- 1996-1997: Indenrigs- og sundhedsminister
- 1997-2001: Sundhedsminister
- 2001-2007: Indenrigs- og sundhedsminister
- 2007-2010: Minister for sundhed og forebyggelse
- 2010-2011: Indenrigs- og sundhedsminister
- 2011-2015: Minister for sundhed og forebyggelse
- 2015-2016: Sundheds- og ældreminister
- 2016-2019: Sundhedsminister
- 2019-2021: Sundheds- og ældreminister
- 2021-2022: Sundhedsminister
- 2022-nu: Indenrigs- og sundhedsminister

I perioder uden fagministre for sundhed har området hørt under indenrigsministeren.